# Спушанка
Спуша́нка (бел. Спуша́нка) — река в Щучинском и Гродненском районах Гродненской области Белоруссии. Правый приток реки Скиделька (бассейн Немана).

## Описание
Река Спушанка начинается близ деревни Плянты Щучинского района и впадает в Скидельку на восточной окраине города Скидель.
Длина реки составляет 44 км. Площадь водосбора — 228 км². Средний наклон водной поверхности — 1,6 м/км.
Долина реки извилистая, трапециевидная, шириной 0,6—1,8 км. Пойма до агрогородка Демброво двусторонняя, местами чередующаяся по берегам, заболоченная, поросшая луговой растительностью и кустарником; ниже по течению узкая, открытая. Русло извилистое, шириной 5—7 м. Канализованность русла — 18 км от истока до автомобильной дороги Щучин — Острино и 4 км от деревни Малинники до агрогородка Демброво.
В Спушанку впадают река Прудчак (с левой стороны[уточнить]) и сток с мелиорационных каналов. Возле Демброво на реке создан пруд площадью 6,4 га.